# Phyllanthus chamaecristoides
Phyllanthus chamaecristoides är en emblikaväxtart som beskrevs av Ignatz Urban. Phyllanthus chamaecristoides ingår i släktet Phyllanthus och familjen emblikaväxter.
Artens utbredningsområde är Kuba.

## Underarter
Arten delas in i följande underarter:
- P. c. baracoensis
- P. c. chamaecristoides